# Stazione di Fara Novarese
La stazione di Fara Novarese  è una stazione ferroviaria della linea Novara-Varallo al servizio dell'omonimo comune, utilizzata soltanto da saltuari treni turistici.

## Storia
La stazione entrò in funzione il 22 febbraio 1883, in concomitanza all'attivazione del tronco Vignale-Romagnano Sesia.

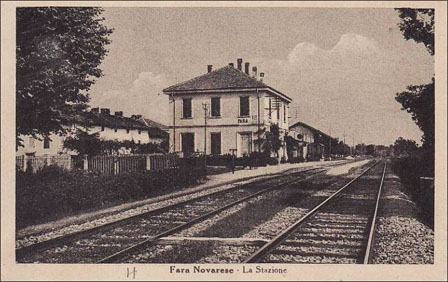
La stazione in una cartolina d'epoca

A seguito della statizzazione delle ferrovie, tra il 1905 e il 1906, la linea originariamente gestita dalla Società per le Strade Ferrate del Mediterraneo venne incorporata nella rete statale e l'esercizio degli impianti fu assunto dalle Ferrovie dello Stato.
Dal 2000 la gestione dell'intera linea, e con essa quella della stazione di Fara, passò in carico a Rete Ferroviaria Italiana la quale ai fini commerciali classifica l'impianto nella categoria "Bronze".
La stazione rimase senza traffico dal 15 settembre 2014 per effetto della sospensione del servizio passeggeri sulla linea.
A partire dal dicembre 2015 presso la stazione effettuarono alcune fermate i treni storici che percorrono la linea (già attivi sulla linea dal 24 maggio 2015, in occasione di Expo). Negli anni seguenti, tuttavia, l'iniziativa non fu rinnovata. Al 2019 l'impianto risulta servito dai treni navetta notturni svolti durante il periodo dell'Alpàa.
A cadenza bisettimanale vi transita la tradotta merci diretta allo stabilimento Kimberly-Clark di Romagnano Sesia, attualmente in carico a Mercitalia.

## Strutture e impianti

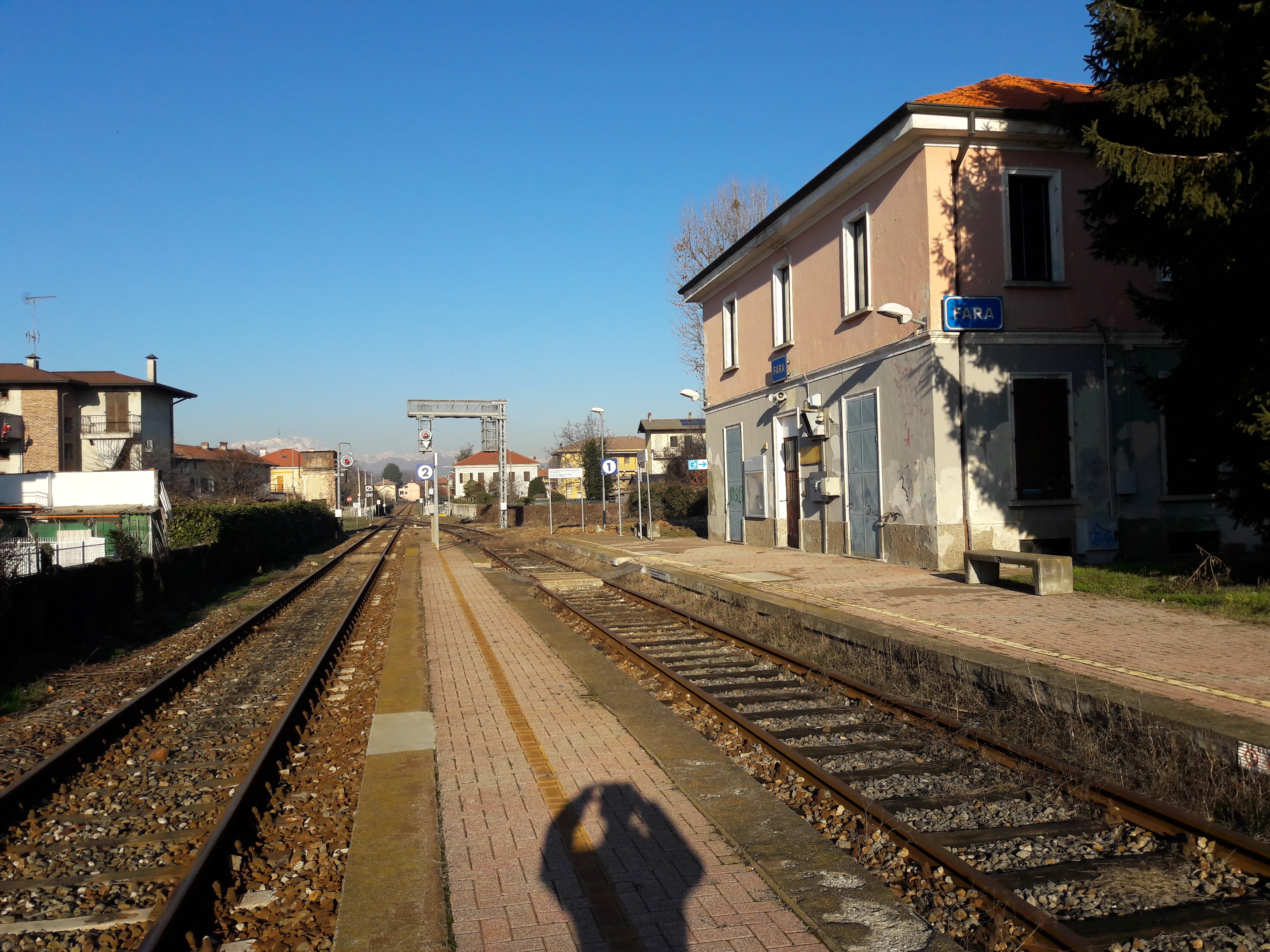
Stazione lato binari

La stazione è dotata di due binari come punto di scambio della linea ferroviaria a binario unico. Il binario 2 è quello di corretto tracciato, in cui avvengono la maggior parte delle fermate e dei transiti, mentre il binario 1 è utilizzato soltanto in caso d'incroci. L'impianto è telecomandato con il sistema punto-punto dal Dirigente Movimento di Vignale tramite l'ACC-M (Apparato Centrale Computerizzato-Multistazione).
In direzione Novara è presente un binario di scalo per i treni merci a servizio del magazzino merci dotato di pino caricatore. Le strutture risultano al 2019 inutilizzate e in stato di abbandono.
La stazione dispone di un fabbricato viaggiatori sviluppato su due piani, completamente chiuso all'utenza. Il piano terra ospitava i servizi ai viaggiatori quali sala d'attesa e biglietteria; il primo è adibito ad abitazione privata.
Accanto al fabbricato è collocato un edificio di dimensioni minori, sviluppato su un solo piano, che ospita i servizi igienici.

## Movimento
La stazione era servita da treni regionali svolti da Trenitalia fino al 15 settembre 2014, giorno in cui è stato sospeso sulla linea il servizio viaggiatori per decisione della Regione Piemonte e sostituito da autocorse.
Presso la stazione, nel mese di luglio di ogni anno, effettuano fermata i treni navetta notturni in occasione dell'Alpàa.

## Interscambi
Fra il 1884 e il 1933 presso la stazione era presente il capolinea settentrionale della tranvia Vercelli-Biandrate-Fara.